# سيباستوس

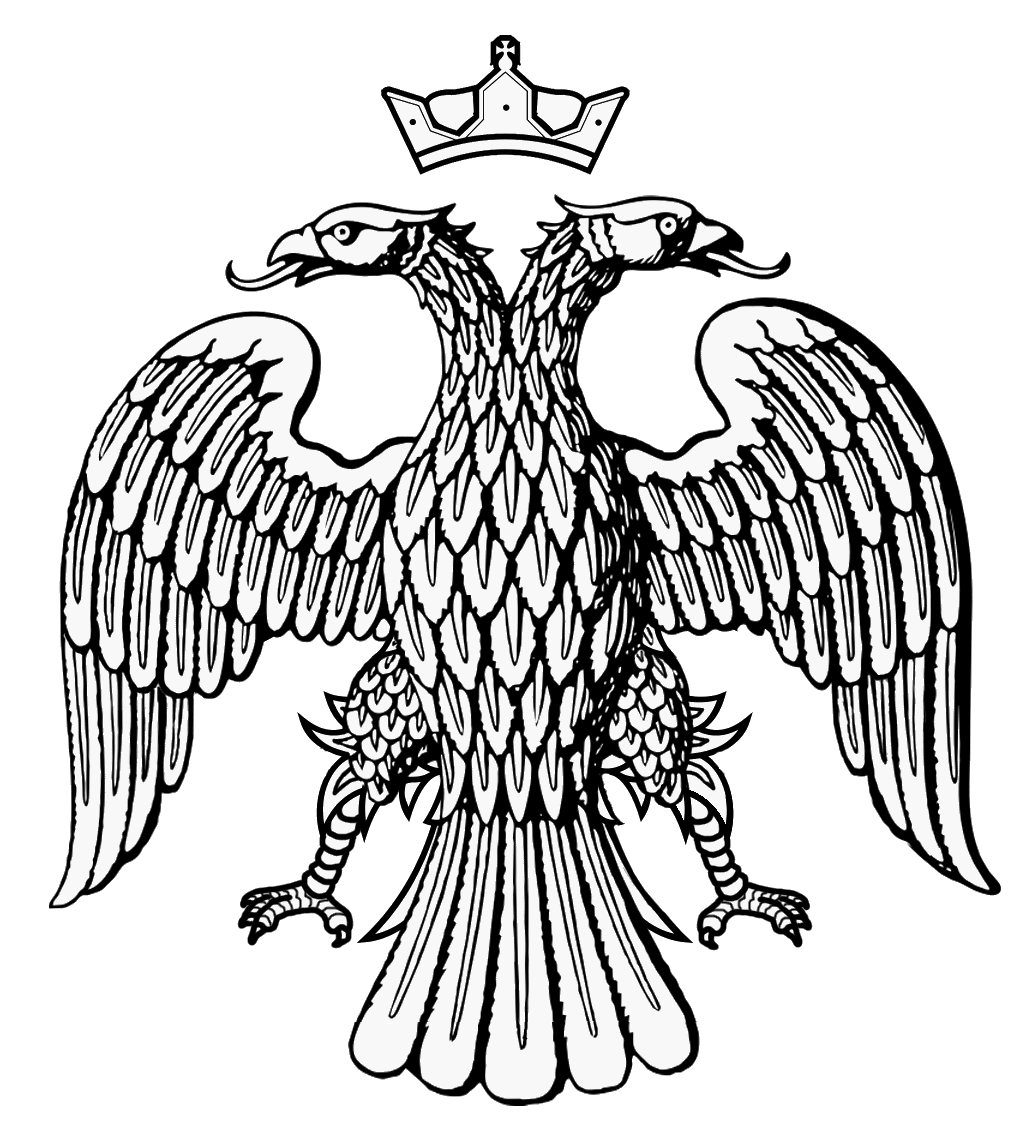

سيباستوس (باليونانية:σεβαστός، "الجليل")كان لقبا شرفيا استخدمه الإغريق للإمبراطوري الروماني أغسطس. من القرن الحادي عشر فصاعدا، خلال الفترة الكومنينية وشكلت مشتقاته أساسا لنظام جديد من الألقاب الإمبراطورية البيزنطية. وكان الشكل المؤنث من اللقب سيباستي (باليونانية: σεβαστή). وشكل أيضا الأساس لإنشاء لقب سيباستوكراتور.